# Kita-Ayase (metropolitana di Tokyo)
Kita-Ayase (北綾瀬駅?, Kita-Ayase-eki) è una stazione della metropolitana di Tokyo, si trova a Adachi. La stazione è servita dalla linea Chiyoda della Tokyo Metro ed è il capolinea della diramazione di Kita-Ayase della linea Chiyoda.

## Struttura
La stazione è costituita da un unico binario su viadotto.
| 1 | Linea Chiyoda | per Ayase |

## Stazioni adiacenti
| «             | Servizio      | »             |
| Linea Chiyoda | Linea Chiyoda | Linea Chiyoda |
| ------------- | ------------- | ------------- |
| Capolinea     | -             | Ayase         |